# La Thuile (Aostatal)

La Thuille, Route kl. San. Bernhard. Historisches Luftbild von Werner Friedli (1957)

La Thuile ist eine italienische Gemeinde in der autonomen Region Aostatal. Die Gemeinde zählt 776 Einwohner (Stand 31. Dezember 2023). Die Einwohner werden Thuileins genannt.

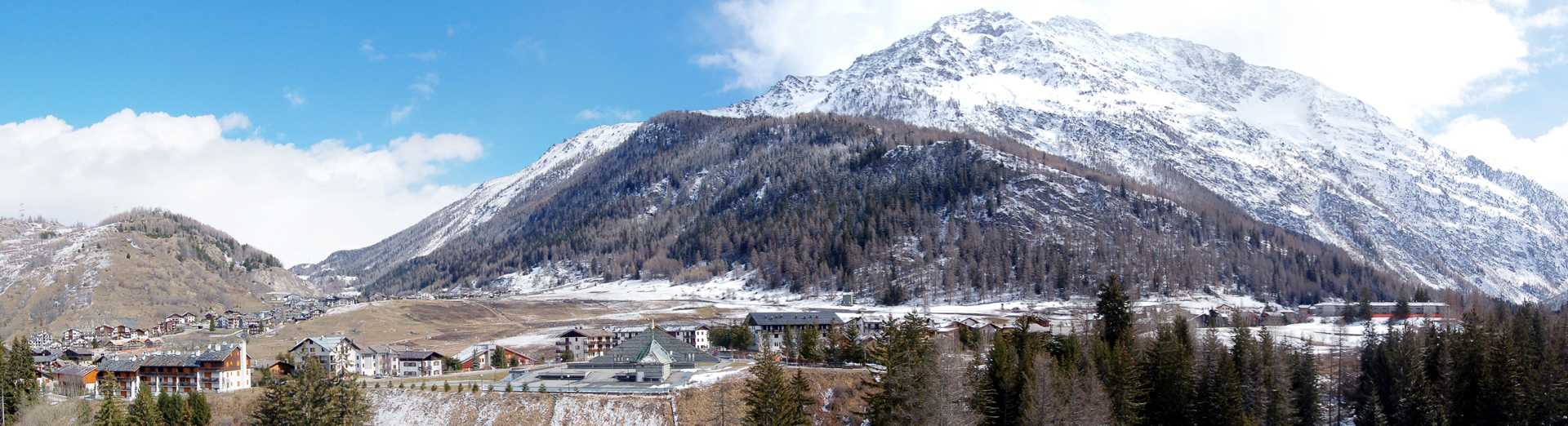
La Thuile Panorama

## Geografie
Die Gemeinde liegt auf einer mittleren Höhe von 1450 m s.l.m. Ihr Gebiet hat eine Größe von 125 km².
Die Siedlung Thuile besteht aus den Ortsteilen Buic, Thovex, Moulin, Villaret, Bathieu, Entrèves, Petite Golette, Grande Golette, Pont Serrand, Arly, Les Granges, La Joux, Pierre-carrée, Preyllon, Les Suches, Petit-Saint-Bernard, Petosan, Faubourg und Preylet.
Die Nachbargemeinden heißen Arvier, Avise, Bourg-Saint-Maurice (Frankreich), Courmayeur, La Salle, Montvalezan (Frankreich), Morgex, Pré-Saint-Didier, Sainte-Foy-Tarentaise (Frankreich), Séez (Frankreich) und Valgrisenche.
Das Erscheinungsbild von La Thuile wird von den Gletschern des Rutor geprägt, deren Wasserfälle die mächtigsten der Alpen sind. Den Fällen folgend kann man binnen 2½ Stunden die Deffeyes-Schutzhütte erreichen.

## Geschichte
La Thuile liegt an der geschichtlich wichtigen Straße des Kleinen Sankt-Bernhard-Passes zwischen dem Mont-Blanc-Massiv und der französischen Tarentaise. Auf der Passhöhe liegt der urgeschichtliche Steinkreis des Kleinen Sankt Bernhard.
Die Pfarrkirche Hl. Nikolaus wurde bereits in päpstlichen Urkunden des 12. Jahrhunderts erwähnt.
Während der Zeit des Faschismus trug der Ort ab 1939 den Namen Porta Littoria und wurde 1946 wieder umbenannt.

## Ski
Im Winter ist der Ort La Thuile seit 1984 mit der Savoyer Gemeinde La Rosière über den Kleinen Sankt Bernhard, den Sessellift Belvedere auf der Aostatal-Seite und die Skilifte Chardonnet und Bellecombe auf der französischen Seite verbunden. Diese Verbindung eröffnet den Skifahrern ein gemeinsames Skigebiet – den Espace Saint-Bernard – von 3000 Hektar mit 150 km Pisten, die heute von 38 Skiliften bedient werden. Das Skigebiet La Thuile verfügt über 92 km Pisten.